# Heilig Kruisgebergte
Het Heilig Kruisgebergte (Pools:Góry Świętokrzyski) of het Kielcer Bergland is een middelgebergte in Polen, dat in bredere context onderdeel uitmaakt van de Karpaten. Het gebied ligt ten noorden van het Tatragebergte. Het gebergte ligt geheel in de woiwodschap Święty Krzyż en is deels ook de naamgever van deze woiwodschap. Het hoogste punt van het middelgebergte is de 612 meter hoge Łysica. Boven op deze berg ligt de Benedictijnerabdij van het Heilig Kruis. Dit klooster stamt uit de 12e eeuw en is de andere naamgever voor deze woiwodschap. Het gebergte is naar dit klooster vernoemd
Het middelgebergte is een van de oudste van Europa en rijk aan mineralen. Door het gebergte loopt het langeafstandswandelpad Hoofdroute Heilig Kruisgebergte.